# Janaki Gatschew
Janaki Gatschew (bulgarisch Йанаки Гачев; * 27. August 1997) ist ein bulgarischer Eishockeyspieler, der seit 2017 beim SK Irbis-Skate in der bulgarischen Eishockeyliga spielt.

## Karriere
Janaki Gatschew begann seine Karriere als Eishockeyspieler in der Nachwuchsabteilung des HK ZSKA Sofia, wo er seit 2012 in der U18-Mannschaft spielt. In der Spielzeit 2014/15 gab er sein Debüt in der bulgarischen Eishockeyliga. 2017 wechselte er zum SK Irbis-Skate, mit dem er 2019 und 2023 bulgarischer Meister wurde. 2022 wurde er zum besten Verteidiger der bulgarischen Liga gewählt.

### International
Im Juniorenbereich spielte Gatschew für Bulgarien in der Division III der U18-Weltmeisterschaften 2013, 2014 und 2015 sowie den U20-Weltmeisterschaften 2014, 2016 und 2017.
Mit der bulgarischen Herren-Nationalmannschaft nahm Gatschew erstmals an der Weltmeisterschaft der Division III 2014 teil, als seinem Team der Aufstieg in die Division II gelang. Dort spielte er dann bei den Weltmeisterschaften 2015, 2022 und 2023. Nach dem Abstieg 2015 spielte er 2017, 2018 und 2019 zwischenzeitlich wieder in der Division III. Zudem vertrat er seine Farben bei den Olympiaqualifikationsturnieren für die Winterspiele in Pyeongchang 2018 und in Peking 2022.

## Erfolge und Auszeichnungen
- 2014 Aufstieg in die Division II, Gruppe B bei der Weltmeisterschaft der Division III
- 2017 Bulgarischer Meister mit dem SK Irbis-Skate
- 2019 Aufstieg in die Division II, Gruppe B bei der Weltmeisterschaft der Division III
- 2022 Bester Verteidiger der bulgarischen Eishockeyliga
- 2023 Bulgarischer Meister mit dem SK Irbis-Skate